# Caladenia venusta
Caladenia venusta är en orkidéart som beskrevs av Geoffrey William Carr. Caladenia venusta ingår i släktet Caladenia och familjen orkidéer. Inga underarter finns listade i Catalogue of Life.

## Bildgalleri

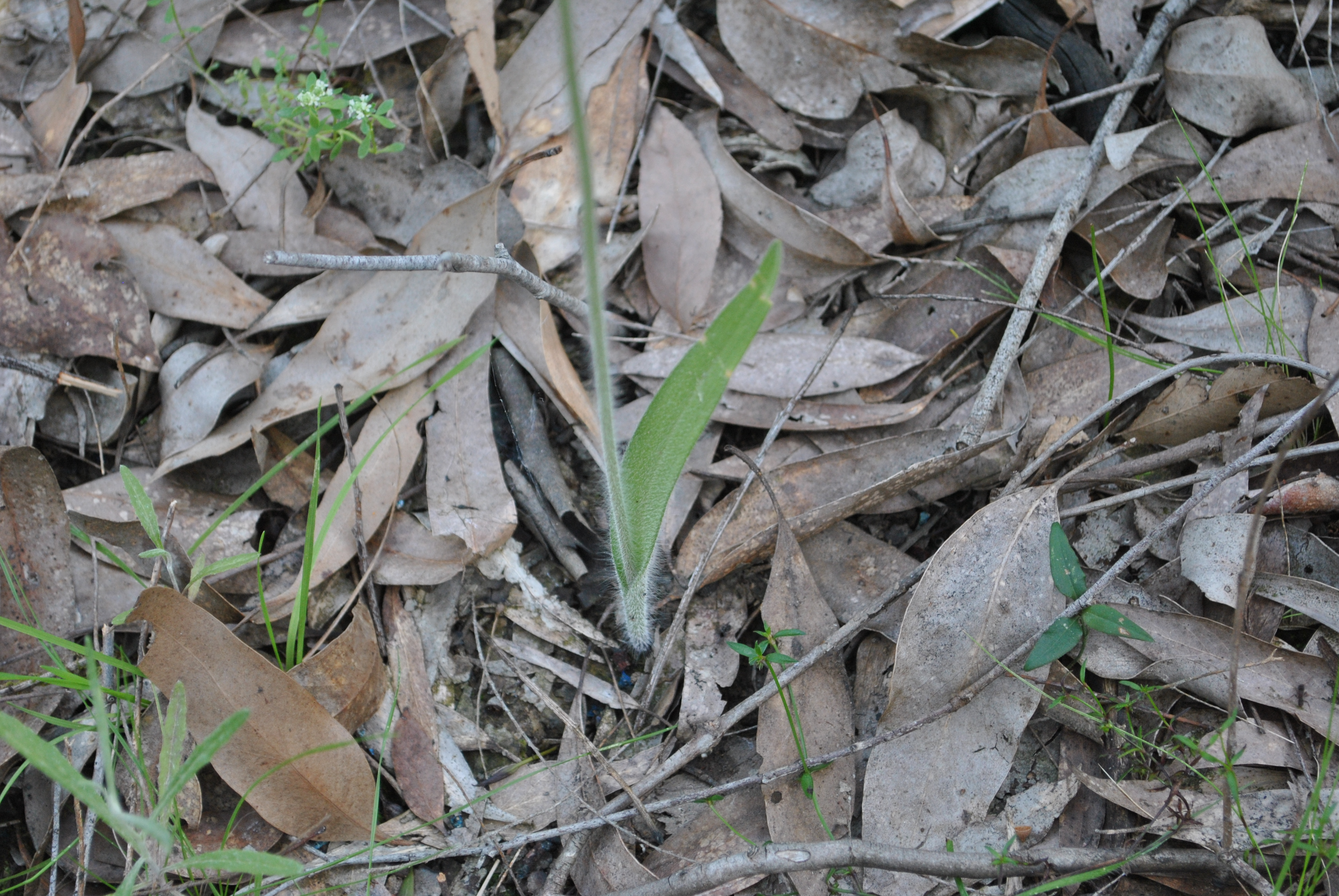